# Dioctria taurica
Dioctria taurica är en tvåvingeart som beskrevs av Pavel Lehr 2001. Dioctria taurica ingår i släktet Dioctria och familjen rovflugor.
Artens utbredningsområde är Ukraina. Inga underarter finns listade i Catalogue of Life.